# 청송로
청송로(Cheongsong-ro)는 경상북도 청송군 현서면 노귀재와 진보면 진안사거리를 잇는 경상북도의 도로이다.

## 역사
- 2001년 12월 31일 : 부남우회도로(청송군 부남면 대전리 ~ 감연리) 2.484km 구간 확장 개통 및 기존 3.19km 구간 폐지[1], 청송 ~ 파천간 도로(청송군 청송읍 금곡리 ~ 파천면 관리) 5.72km 구간 확장 개통 및 기존 6.14km 구간 폐지[2]
- 2009년 7월 30일 : 2개 이상 시·군에 걸쳐 있는 도로로 청송로를 고시[3]
- 2011년 12월 27일 : 노귀재터널(영천시 화북면 상송리 ~ 청송군 현서면 사촌리) 5.88km 구간 개통, 기존 7.1km 구간 폐지[4][5]

## 주요 경유지
경상북도
- 청송군 (현서면 - 안덕면 - 현동면 - 부남면 - 주왕산면 - 청송읍 - 파천면 - 진보면)

## 노선
| 이름                 | 접속 노선                                                    | 소재지        | 소재지                                                                | 비고                                                                   |
| 천문로와 직결        | 천문로와 직결                                                | 천문로와 직결 | 천문로와 직결                                                         | 천문로와 직결                                                          |
| -------------------- | ------------------------------------------------------------ | ------------- | --------------------------------------------------------------------- | ---------------------------------------------------------------------- |
| 노귀재               |                                                              | 청송군        | 현서면                                                                |                                                                        |
| 사촌 교차로          | 국도 제35호선 지방도 제908호선                               | 청송군        | 현서면                                                                | 국도 제35호선 구간 지방도 제908호선 구간                               |
| 월정 교차로 (월정교) | 지방도 제908호선 (성덕댐로)                                  | 청송군        | 현서면                                                                | 국도 제35호선 구간 지방도 제908호선 구간                               |
| 월정리               | 달정길                                                       | 청송군        | 현서면                                                                | 국도 제35호선 구간                                                     |
| 월정버스정류장       |                                                              | 청송군        | 현서면                                                                | 국도 제35호선 구간                                                     |
| (천천교 서단)        | 천천길                                                       | 청송군        | 현서면                                                                | 국도 제35호선 구간                                                     |
| (화목주유소)         | 구산북로                                                     | 청송군        | 현서면                                                                | 국도 제35호선 구간                                                     |
| 구산사거리           | 국가지원지방도 제68호선 (금성현서로) (구산동로)              | 청송군        | 현서면                                                                | 국도 제35호선 구간 국가지원지방도 제68호선 구간                        |
| (현서보건지소)       | 구산북로                                                     | 청송군        | 현서면                                                                | 국도 제35호선 구간 국가지원지방도 제68호선 구간                        |
| 구산교               |                                                              | 청송군        | 현서면                                                                | 국도 제35호선 구간 국가지원지방도 제68호선 구간                        |
| 덕계리               | 지방도 제930호선                                             | 청송군        | 현서면                                                                | 국도 제35호선 구간 국가지원지방도 제68호선 구간 지방도 제930호선 구간  |
| 덕계삼거리           | 국도 제35호선 지방도 제930호선 (충효로)                      | 청송군        | 현서면                                                                | 국도 제35호선 구간 국가지원지방도 제68호선 구간 지방도 제930호선 구간  |
| 감은리               | 지방도 제908호선 (안현로)                                    | 청송군        | 안덕면                                                                | 국가지원지방도 제68호선 구간 지방도 제908호선 구간                     |
| 감은교               |                                                              | 청송군        | 안덕면                                                                | 국가지원지방도 제68호선 구간 지방도 제908호선 구간                     |
| 복리                 | 안덕로                                                       | 청송군        | 안덕면                                                                | 국가지원지방도 제68호선 구간 지방도 제908호선 구간                     |
| 명당리               | 지방도 제908호선 (성덕댐로) 명당1길                          | 청송군        | 안덕면                                                                | 국가지원지방도 제68호선 구간 지방도 제908호선 구간                     |
| 안덕교 듬티고개      |                                                              | 청송군        | 안덕면                                                                | 국가지원지방도 제68호선 구간                                           |
| 무거고개             |                                                              | 청송군        | 안덕면                                                                | 국가지원지방도 제68호선 구간                                           |
| 현동면               |                                                              | 청송군        |                                                                       | 국가지원지방도 제68호선 구간                                           |
| 창양교               |                                                              | 청송군        |                                                                       | 국가지원지방도 제68호선 구간                                           |
| 현동면사무소         | 도평관길                                                     | 청송군        |                                                                       | 국가지원지방도 제68호선 구간                                           |
| 도평삼거리           | 국도 제31호선 (새마을로)                                     | 청송군        | 국도 제31호선 구간 국가지원지방도 제68호선 구간                       |                                                                        |
| 현동중학교           | 지방도 제908호선 (안현로)                                    | 청송군        | 국도 제31호선 구간 국가지원지방도 제68호선 구간 지방도 제908호선 구간 |                                                                        |
| 삼자현               |                                                              | 청송군        | 국도 제31호선 구간 국가지원지방도 제68호선 구간 지방도 제908호선 구간 |                                                                        |
| 부남면               |                                                              | 청송군        | 국도 제31호선 구간 국가지원지방도 제68호선 구간 지방도 제908호선 구간 |                                                                        |
| 대전 교차로          | 국가지원지방도 제68호선 (대전로) 지방도 제930호선 (백석탄로) | 청송군        | 국도 제31호선 구간 국가지원지방도 제68호선 구간 지방도 제908호선 구간 |                                                                        |
| 감연 교차로          | 대전로 감연길                                                | 청송군        | 국도 제31호선 구간 지방도 제908호선 구간                              |                                                                        |
| 상평삼거리           | 지방도 제908호선 (부동로)                                    | 청송군        | 국도 제31호선 구간 지방도 제908호선 구간                              | 주왕산면                                                               |
| 일두 교차로          | 국도 제31호선 (청운로)                                       | 청송군        | 청송읍                                                                | 국도 제31호선 구간                                                     |
| 청운삼거리           | 지방도 제914호선 (주왕산로)                                  | 청송군        | 청송읍                                                                | 지방도 제914호선 구간                                                  |
| 청운1 교차로         | 국도 제31호선 (청운로) 금신로                                | 청송군        | 청송읍                                                                | 국도 제31호선 구간 지방도 제914호선 구간                               |
| 금곡육교             | 지방도 제914호선 (금월로)                                    | 청송군        | 청송읍                                                                | 국도 제31호선 구간 지방도 제914호선 구간 상행 진입 불가 하행 진출 불가 |
| 청송터널             |                                                              | 청송군        | 청송읍                                                                | 국도 제31호선 구간 연장 606m                                           |
| 청송 교차로          | 지방도 제914호선 (길안청송로)                                | 청송군        | 청송읍                                                                | 국도 제31호선 구간                                                     |
| 청송1교              |                                                              | 청송군        | 청송읍                                                                | 국도 제31호선 구간                                                     |
| 파천면               |                                                              | 청송군        |                                                                       | 국도 제31호선 구간                                                     |
| 청송1교 북단         | 중앙로                                                       | 청송군        |                                                                       | 국도 제31호선 구간                                                     |
| 양지 교차로          | 안파로                                                       | 청송군        |                                                                       | 국도 제31호선 구간                                                     |
| 청송 나들목          | 30호선 서산영덕고속도로                                      | 청송군        |                                                                       | 국도 제31호선 구간                                                     |
| 송강교               |                                                              | 청송군        |                                                                       | 국도 제31호선 구간                                                     |
| 진안사거리           | 국도 제31호선 국도 제34호선 (경동로) 진안로                  | 청송군        | 진보면                                                                | 국도 제31호선 구간                                                     |

## 주요 건물 및 시설
- 월정버스정류장 (경상북도 청송군 현서면 청송로 333)
- 월정보건진료소 (경상북도 청송군 현서면 청송로 346-1)
- 청송문화학교 (구 월정초등학교, 경상북도 청송군 현서면 청송로 551)
- 현동면사무소 (경상북도 청송군 현동면 청송로 2647)
- 현동파출소 (경상북도 청송군 현동면 청송로 2667)
- 도평초등학교 (경상북도 청송군 현동면 청송로 2679)
- 현동중학교 (경상북도 청송군 현동면 청송로 2686)
- 청송자연휴양림 (경상북도 청송군 부남면 청송로 3478-96)
- 항일의병기념공원 (경상북도 청송군 주왕산면 청송로 4123)
- 청운초등학교 (폐교, 경상북도 청송군 청송읍 청송로 4581)
- 파천우체국 (경상북도 청송군 파천면 청송로 5532)
- 파천치안센터 (경상북도 청송군 파천면 청송로 5533)
- 파천면사무소 (경상북도 청송군 파천면 청송로 5544)
- 관리보건진료소 (경상북도 청송군 파천면 청송로 5548-13)
- 송강초등학교 (폐교, 경상북도 청송군 파천면 청송로 5882-25)
- 진보119안전센터 (경상북도 청송군 진보면 청송로 6346)
- 객주문학관 (구 진보제일고등학교, 경상북도 청송군 진보면 청송로 6359)